# سیارک ۱۶۹۵۸
سیارک ۱۶۹۵۸ (به انگلیسی: 16958 Klaasen، نامگذاری:1998PF) شانزده هزار و نهصد و پنجاه و هشتمین سیارک کشف شده‌است که در ۲ اوت ۱۹۹۸ کشف شد.